# Hosahalli, Shrirangapattana
Hosahalli là một làng thuộc tehsil Shrirangapattana, huyện Mandya, bang Karnataka, Ấn Độ.